# Calanus anglicus
Calanus anglicus is een eenoogkreeftjessoort uit de familie van de Calanidae. De wetenschappelijke naam van de soort is voor het eerst geldig gepubliceerd in 1857 door Lubbock.